# 파나마 페이퍼스

파나마 문건에 연루된 국가

파나마 페이퍼스(영어: Panama Papers)는 국제탐사보도언론인협회(ICIJ)가 폭로한 파나마 최대 로펌 모색 폰세카가 보유한 약 1,150만 건의 비밀 문서다. 파나마 문건에는 21만 4천여개의 역외회사에 대한 정보도 포함되어 있다. 파나나 문건에는 정부 고위관료, 유명인 등 전세계의 부유층이 어떻게 세무조사를 피해서 재산을 은닉했는지에 대한 정보가 포함되어 있다. 각국의 정부 관료, 측근 등 뿐만아니라 아르헨티나, 아이슬란드, 사우디 아라비아, 우크라이나, 아랍에미레이트의 국왕과 총리도 포함된 것으로 알려졌다. 독일 일간신문 쥐트도이체 차이퉁과 워싱턴DC의 비영리단체 국제탐사보도언론인협회(ICIJ)가 폭로를 주관하고 있다.

## 모색 폰세카
모색 폰세카는 파나마에 소재한 법률 회사로 42개국에 600여명의 직원을 보유하고 있다. 역외 금융 서비스 업무에 특화되어 있다. 이 회사는 스위스, 키프로스, 영국령 버진아일랜드에서도 운영되고 있으며 30만개에 달하는 기업을 위해 서비스를 제공한다. 30만개의 기업 중 절반 이상이 영국의 건지섬, 맨섬 등 조세회피처에 자리잡고 있다. 모색 폰세카는 40년간 운영되어 왔으며 지금까지 조세회피와 관련한 위반사항을 부인 해 왔다.
역외 서비스를 제공하는 로펌 중 세계 4위 규모이며, 30만 개가 넘는 역외회사를 운영해 왔다.

## 조세 피난처
조세 피난처는 각종 세금이 면제되고, 역외회사 설립이 자유로운 편이어서, 전세계의 거액의 자금을 유치하여, 그 수수료를 통해 돈을 버는 국가들을 말한다. 2015년 11월 2일 조세정의네트워크(TJN)는 2015 금융비밀지수(FSI)보고서를 발표했다. 조세피난처 1위 스위스, 2위 홍콩, 3위 미국, 4위 싱가포르, 5위 케이맨 제도, 6위 룩셈부르크, 7위 레바논, 8위 독일, 9위 바레인, 10일 아랍에미리트 두바이, 11위 마카오, 12위 일본, 15위 영국, 20위 중국, 30위 러시아, 49위 대한민국이라고 밝혔다.

## 돈세탁 방법
로시야 은행은 블라디미르 푸틴 러시아 대통령의 사금고로 꼽히는 곳이며, 롤두긴은 푸틴 대통령 맏딸 마리야의 대부를 맡을 만큼 푸틴 대통령과 절친한 사이다. 2011년 2월 10일, [[로시야 은행이 영국령 버진아일랜드에 세운 역외회사 ‘샌들우드 콘티넨털’은 키프로스의 ‘호르위치 트레이딩’이라는 회사에 2억달러(약 2,304억원)를 빌려줬다.(금전소비대차) 이튿날 샌들우드는 호르위치로부터 원금 2억달러와 그 이자를 회수할 채권을 버진 아일랜드의 ‘오브파이낸셜’에 1달러에 팔아 채권양도했다. 같은 날 오브파이낸셜은 이 권리를 다시 롤두긴이 지배하는 파나마 회사 ‘인터내셔널 미디어 오버시스’로 역시 1달러에 팔아 채권양도했다. 2억 달러가 24시간 안에 3개국의 2개 은행과 4개 회사를 거치며 추적 불가능한 자금으로 세탁된 것이다.

## 대한민국
뉴스타파는 모색 폰세카의 1977~2015년 내부자료에서 노태우 전 대통령의 장남 노재헌씨(51, 미국 변호사)가 영국령 버진아일랜드에 3개의 역외회사를 설립했다고 밝혔다.
- 원아시아인터내셔널(One Asia International)
- GCI Asia(지씨아이 아시아)
- 럭세스인터내셔널(Luxes International)

## 같이 보기
- 펜타곤 문서
- 패러다이스 페이퍼스
- 판도라 페이퍼스
- 다프네 카루아나 갈리지아
- 시크릿 세탁소